# 貝爾納斯科尼

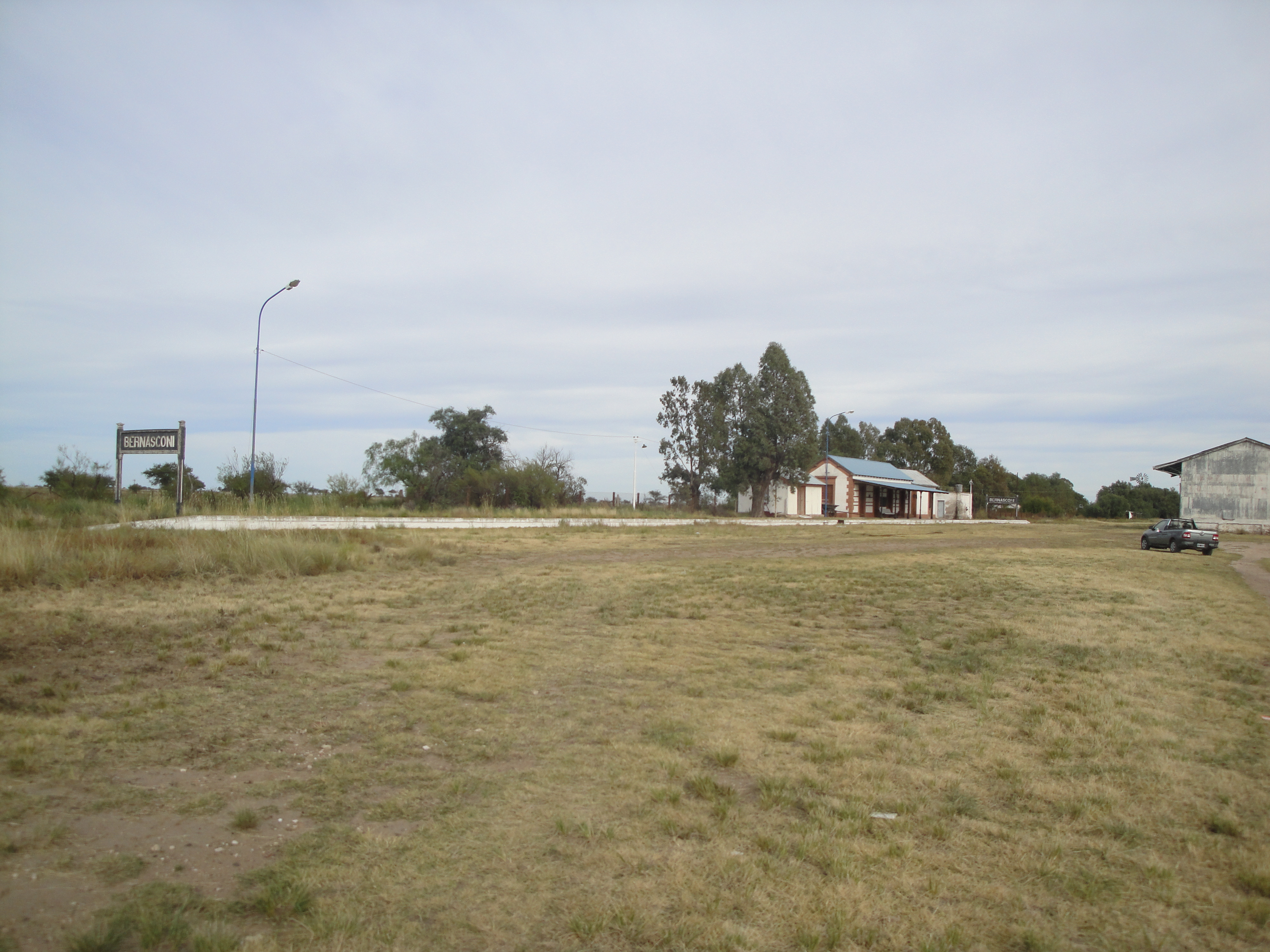
貝爾納斯科尼一景

貝爾納斯科尼（西班牙語：Bernasconi），是阿根廷的城鎮，位於該國中部拉潘帕省，是烏卡爾縣的首府，始建於1888年3月16日，海拔高度162公尺，每年平均降雨量670毫米，2001年人口1,781。